# Samson (ö)

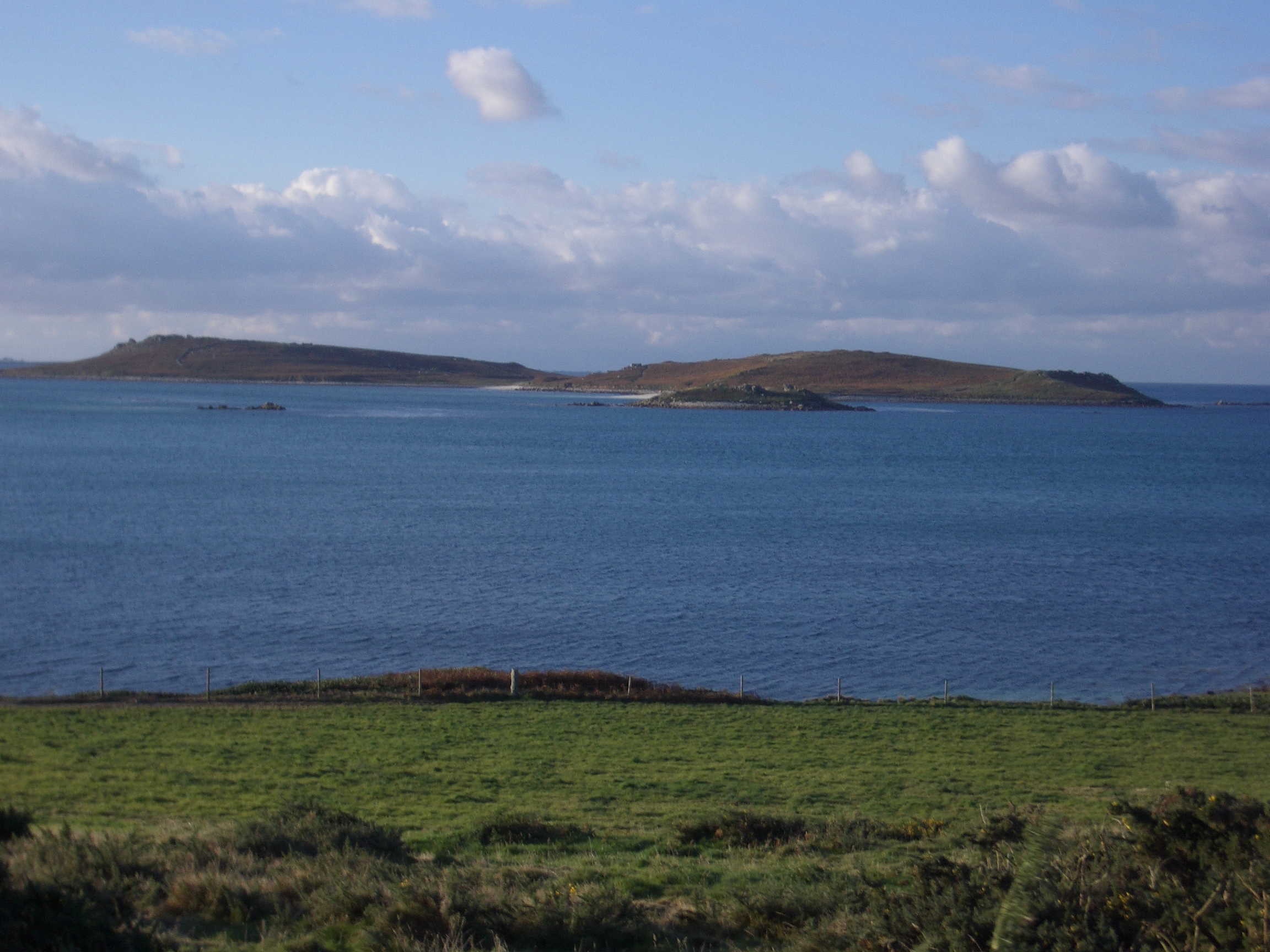
Ön Samson sedd från Tresco.

Samson är  den största obebodda ön som tillhör Scillyöarna i Storbritannien.   Den ligger i grevskapet Cornwall och riksdelen England, i den södra delen av landet, 500 km väster om huvudstaden London. Arean är 0,54 kvadratkilometer.

## Etymologi
Öns namn, namnet Samson härstammar från det brittiska helgonet Samson of Dol.

## Geografi
Terrängen på Samson är mycket platt. Öns högsta punkt är 32 meter över havet. Ön sträcker sig 1,4 kilometer i nord-sydlig riktning och 0,8 kilometer i öst-västlig riktning. Ön består av två kullar, North Hill och South Hill, som är anslutna till varandra av ett näs. Samsons dubbla kullar var tidigare förknippade med bröst, på samma sätt som Paps of Jura i Skottland och Paps of Anu på Irland.